# Kweekschool van de Broeders van de Onbevlekte Ontvangenis
De Kweekschool van de Broeders van de Onbevlekte Ontvangenis, afgekort: Kweekschool van de Broeders, officieel: Sint-Vincentius-kweekschool, informeel: bij de Broeders op de Tongerseweg, ook aangeduid als Scholengemeenschap Oud-Vroenhoven, Trichter College, Bonnefantencollege, en laatstelijk Xior Bonnefanten, is een voormalig school-, juvenaats- en kloostercomplex van de Broeders van de Onbevlekte Ontvangenis van Maria ("Broeders van Maastricht"), gelegen aan de Tongerseweg 135 in de Maastrichtse wijk Biesland. Het grote complex is sinds 2019 in gebruik als studentenhuisvesting. Het gebouw is sinds 1997 geklasseerd als rijksmonument onder nummer 506723. De zogenaamde 'juvenaatskapel' is min of meer in originele staat bewaard gebleven met onder meer wand- en plafondschilderingen van F.H. Bach.

## Geschiedenis
De eerste opleiding van onderwijzers in Maastricht startte in 1853 in het toen nog aan de Capucijnengang gelegen klooster van de Broeders van de Onbevlekte Ontvangenis van Maria. Het was een interne opleiding, dat wil zeggen: een opleiding voor broeders van de congregatie, of zij die dat ambieerden, bedoeld voor de eigen scholen van de congregatie. In 1877 begonnen de Zusters van het Arme Kind Jezus een onderwijzeressenopleiding in hun klooster aan de Boschstraat, de latere Kweekschool Immaculata.
Na de ingebruikname van het Tweede Beyartklooster in 1896, verrees in 1909 aan de Tongerseweg, destijds nog buiten de bebouwde kom van Maastricht gelegen, het tweede grote gebouwencomplex van de Broeders van de Onbevlekte Ontvangenis van Maria in Maastricht. Het gebouw was bedoeld voor jongens die een interne opleiding tot broeder en onderwijzer wilden volgen, in feite een combinatie van juvenaat en kweekschool.

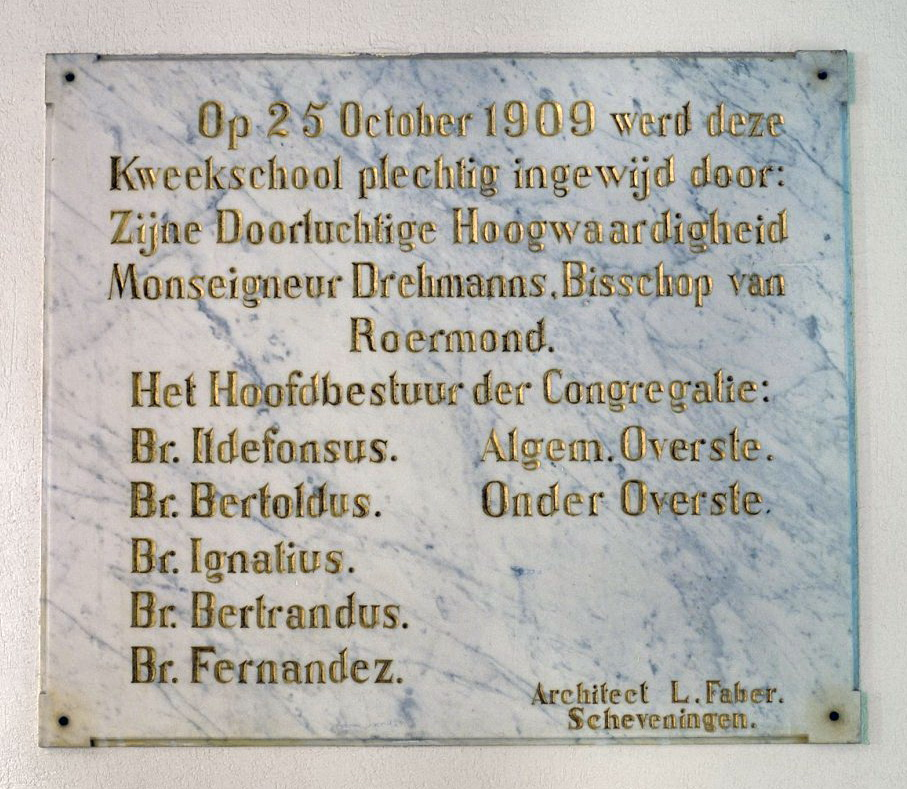
Plaquette uit 1909

De architect, Lambertus Faber uit Scheveningen, werd in zijn taak bijgestaan door broeder-timmerman Gommarus Gerling. Het klooster werd gebouwd in de groeve waaruit de klei voor de gebruikte bakstenen werd gewonnen. De hoofdvleugel en de oostvleugel van het complex waren bestemd voor het onderwijs aan de 'kwekelingen' en het juvenaat. De westvleugel was bestemd voor de broeders-docenten; hier waren ook enkele werkplaatsen. Op de zolderverdieping waren 190 houten chambrettes gebouwd voor leerlingen en docenten. De school had centrale verwarming, een eigen elektriciteitscentrale en zelfs een watertoren voor de eigen drinkwatervoorziening, aangezien de gemeente Oud-Vroenhoven, waar het gebouw stond, deze nutsvoorzieningen niet kon leveren.
Door de grote aanwas van juvenisten die minder geschikt waren om onderwijzer te worden, raakte het gebouw langzaam overbevolkt. In 1927 vertrok een deel van de aspirant-broeders naar een nieuw juvenaat in Zevenaar. Tegelijkertijd ontstond de behoefte om naast de onderwijzersopleiding ook in technisch onderwijs te voorzien. In 1936-37 werd het complex uitgebreid met een vakschool naar ontwerp van Alphons Boosten. Hier vond onderwijs plaats in timmeren, smeden, schoenmaken, kleermaken, schilderen en drukken, later uitgebreid met een koksopleiding. In 1941 werd het gebouw in beslag genomen door de SS. In 1943-44 werden hier door Organisation Todt 1400 arbeiders ondergebracht, die werkten aan een spoorweg tussen Station Maastricht Boschpoort en de Cannerberg, waar een geheime, ondergrondse lanceerbasis voor V1-raketten werd ingericht. Na de bevrijding van Maastricht in september 1944 vonden Amerikaanse legeronderdelen hier enkele maanden onderdak. Pas in januari 1945 was het gebouw weer beschikbaar voor onderwijs.
In 1958 werden de eerste 'externen' (leerlingen die niet in het internaat verbleven) toegelaten. Bij de invoering van de Mammoetwet in 1968 werd de vooropleiding van de kweekschool omgezet in een havo. Samen met de mavo van de Broeders aan de Herbenusstraat (in een vleugel van de Sint-Servatiusschool), later Terra Nigrastraat, stond deze vanaf 1965 bekend als Scholengemeenschap Oud-Vroenhoven. Een bekende leraar aan de school was broeder Sigismund Tagage. De vakschool verhuisde naar Zevenaar. In 1969 werd het internaat opgeheven en een jaar later sloot het juvenaat. In 1973 fuseerde de onderwijzersopleiding van de broeders met die van de Zusters van het Arme Kind Jezus. Het onderwijs vond vanaf 1975 plaats in het gebouw van de Kweekschool Immaculata aan de Brusselseweg. De school aan de Tongerseweg was vanaf dat moment nog slechts middelbare school. In 1987 fuseerde de school met het Henric van Veldekecollege en ging daarna verder onder de naam Trichter College. Het gebouw van het Veldekecollege in het Villapark werd, na een verbouwing van de school aan de Tongerseweg, in 1991 afgestoten. In 1998 vertrokken de laatste broeders uit het kloostergedeelte.

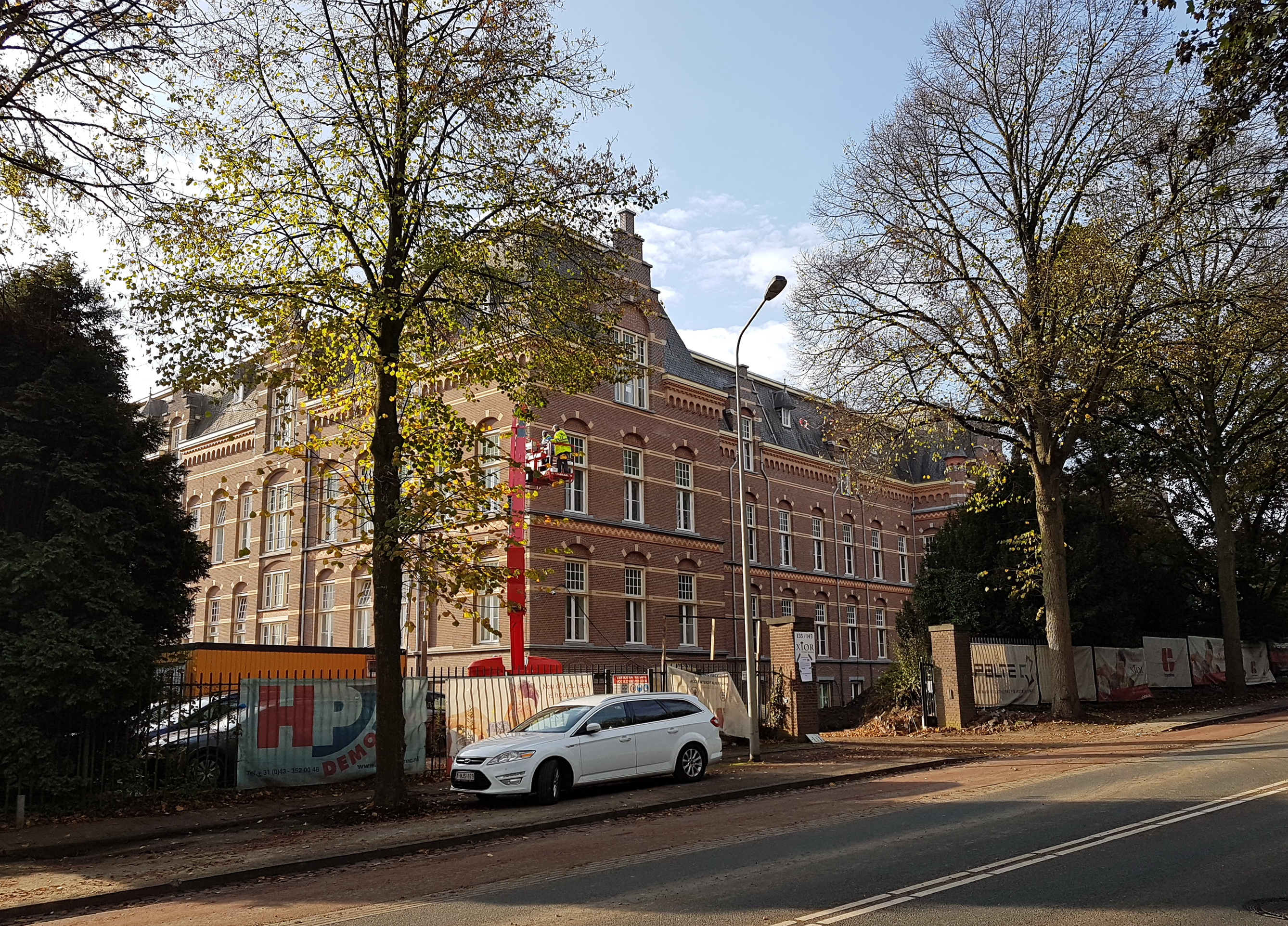
Verbouwing tot studentenhuisvesting, 2019

In 2003 volgde een nieuwe fusie met het Montessori College, waardoor het Bonnefanten College ontstond. Twee jaar later sloot de Bernard Lievegoed School zich hierbij aan. Het scholencluster verzorgde van 2005-2015 voortgezet onderwijs op drie locaties in Maastricht: de oude kweekschool aan de Tongerseweg (havo/vwo), de relatief nieuwe school aan de Eenhoornsingel in Belfort (vmbo) en de min of meer zelfstandig opererende Bernard Lievegoed School aan de Nijverheidsweg in Scharn (vrijeschoolonderwijs).
Vanwege de teruglopende leerlingenaantallen en de slechte bouwkundige staat van het gebouw, werd besloten de voormalige kweekschool op te geven als onderwijslocatie. In 2015 kwam het gebouw aan de Tongerseweg leeg te staan. In 2019 werd het in opdracht van het Belgische Xior Student Housing verbouwd tot studentenhuisvesting. Door van elk klaslokaal twee of drie kamers te maken en door het aanbrengen van twee bouwlagen in de kapverdieping zijn er 257 studentenkamers gerealiseerd. De voormalige kapel is nu ontspanningsruimte voor de bewoners.

## Architectuur

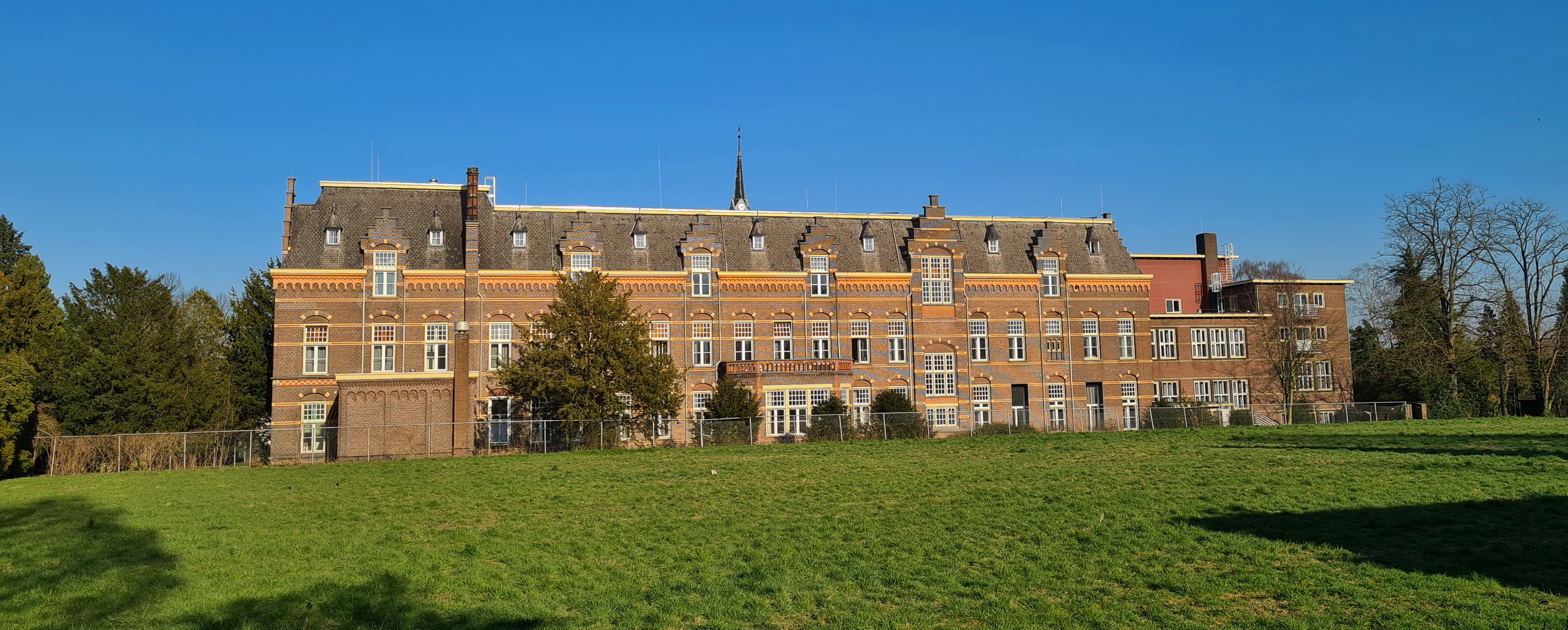
De westvleugel

### Het gebouw van Faber
Voor de kweekschool aan de Tongerseweg kopieerde architect Faber min of meer zijn eigen ontwerp voor de in 1896 gereedgekomen Nieuwe Beyart, het moederhuis van de Broeders van Maastricht. Het in 1909 voltooide gebouw is een groot E-vormig complex met de kapel centraal geplaatst tussen de twee buitenste vleugels. De watertoren aan de zuidkant van de oostvleugel is nog aanwezig. Het gebouw in neorenaissancestijl heeft een 85 m lange voorgevel aan de Tongerseweg. In 1913 werden hier beelden van Sint-Aloysius en Sint-Vincentius geplaatst. De gevels zijn rijk gedetailleerd met verschillende tinten baksteen in speklagen en met kruisvensters. Een opvallend element zijn de dakkapellen die voorzien zijn van trapgeveltjes. De mansardedaken zijn van boven afgeplat. In het interieur zijn vooral de entreehal en gangen met kruisribgewelven en granito vloeren met mozaïekranden van belang. Op de zolderverdieping is de sfeer van het internaat nog ten dele aanwezig.

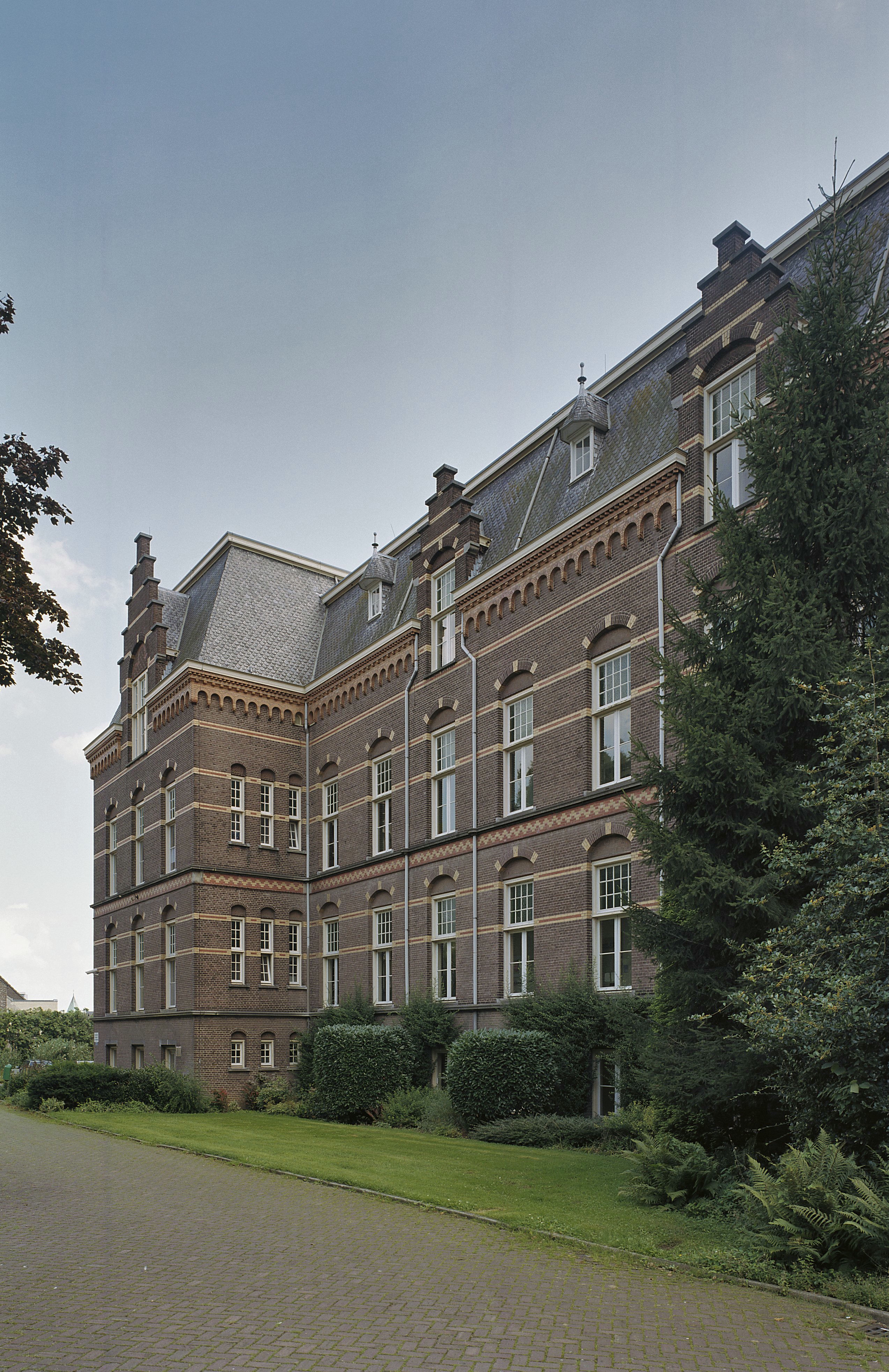
Noordgevel
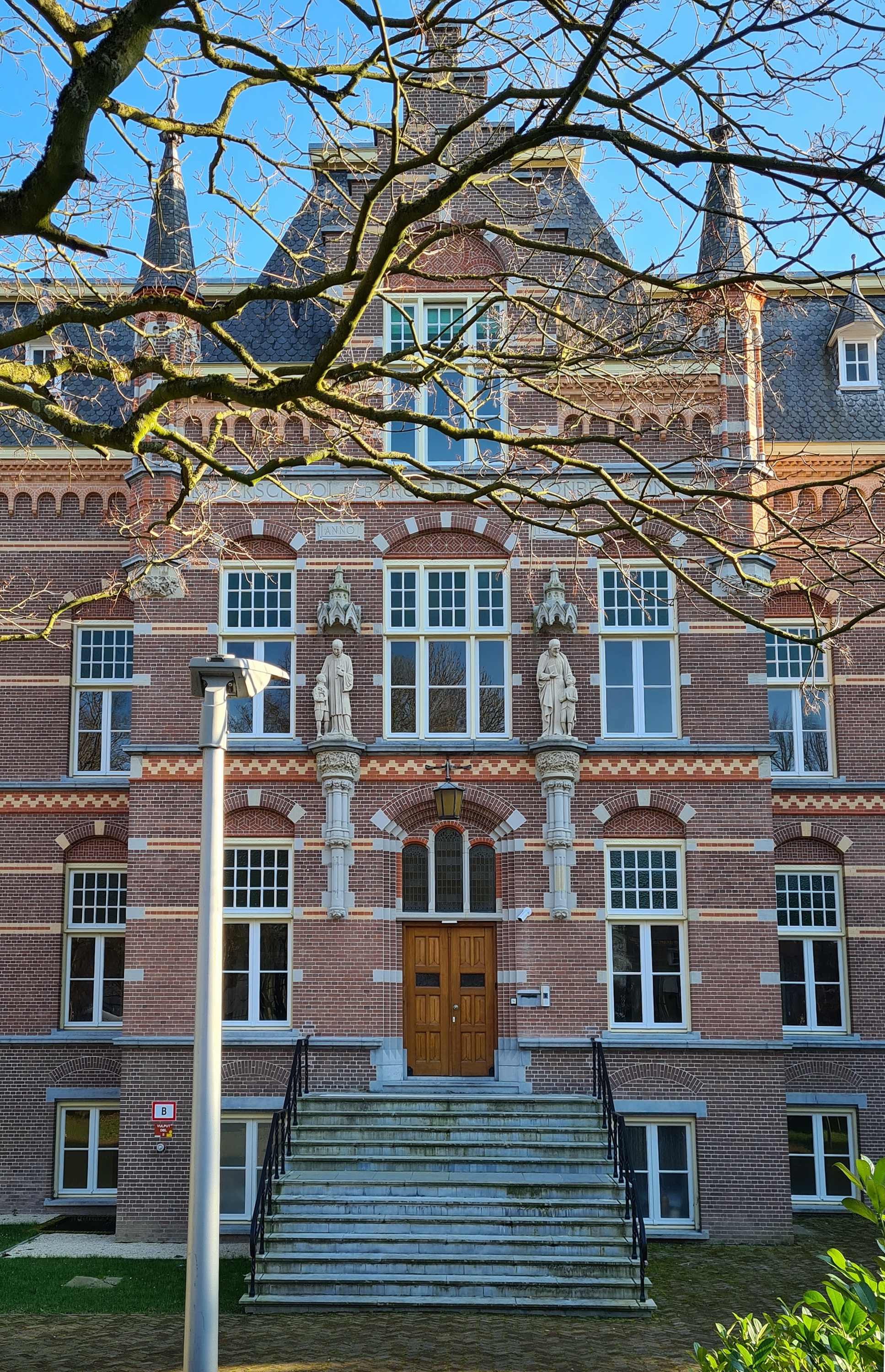
Entree noordgevel
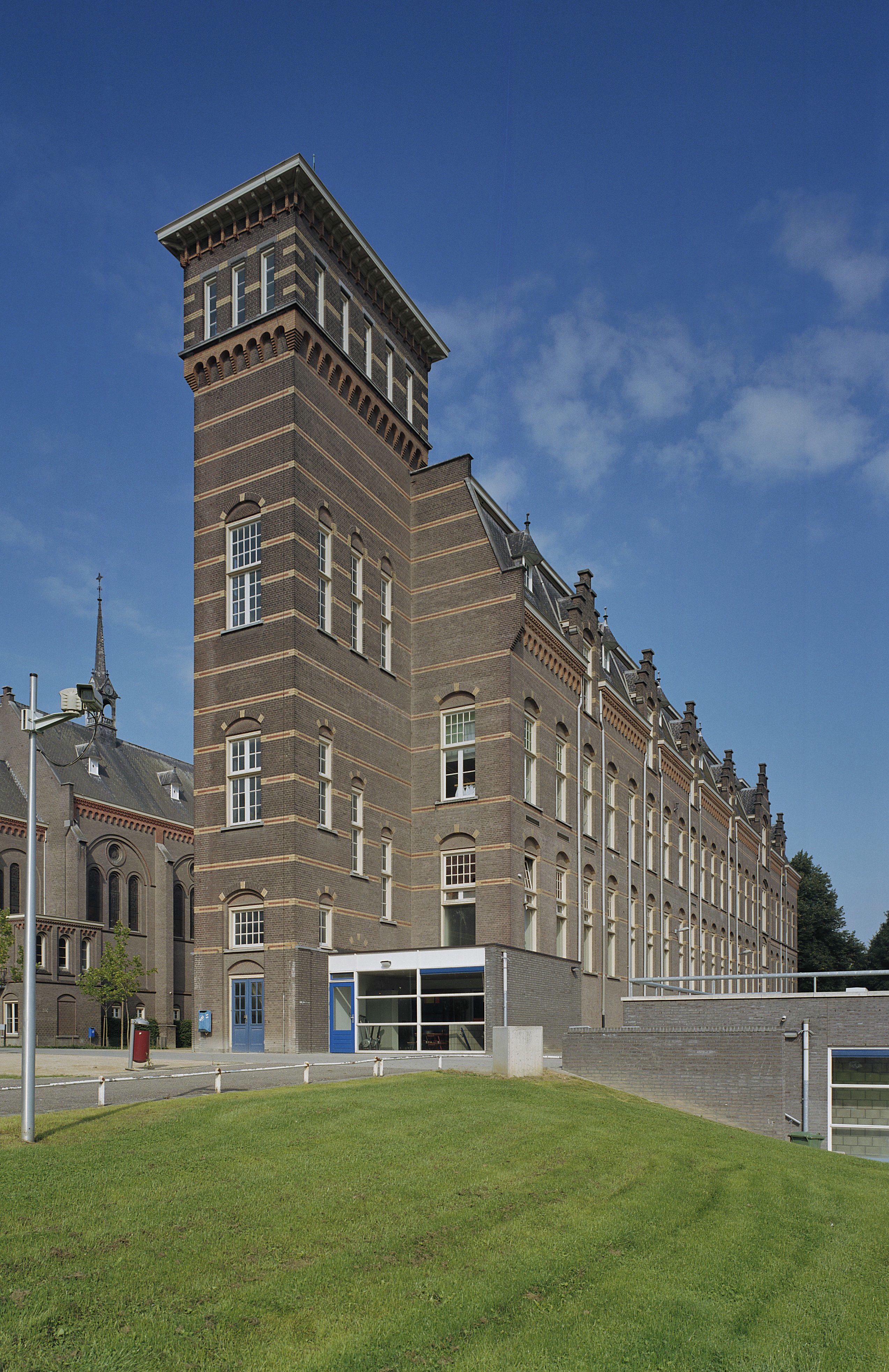
Oostvleugel met watertoren
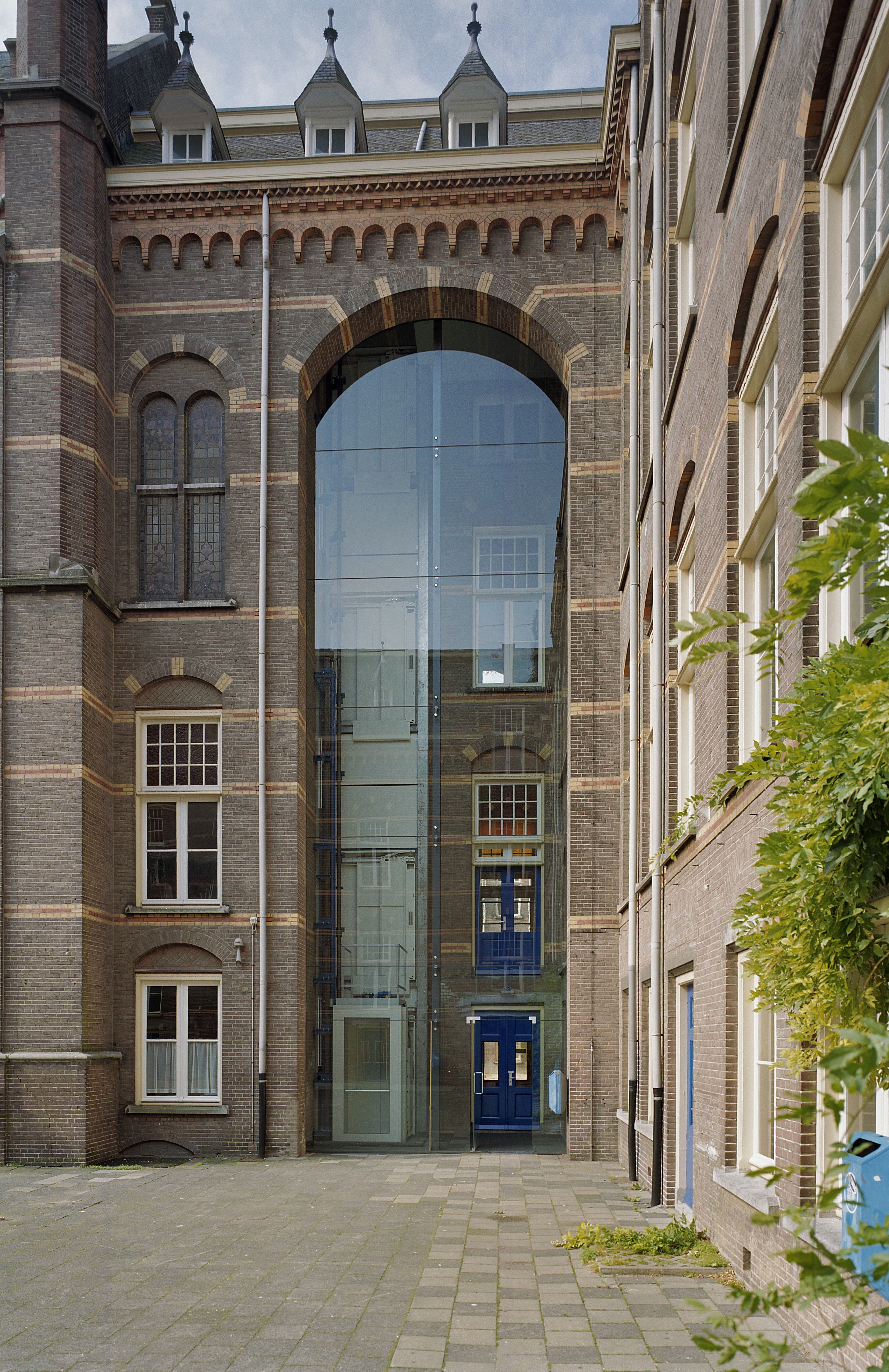
Liftschacht
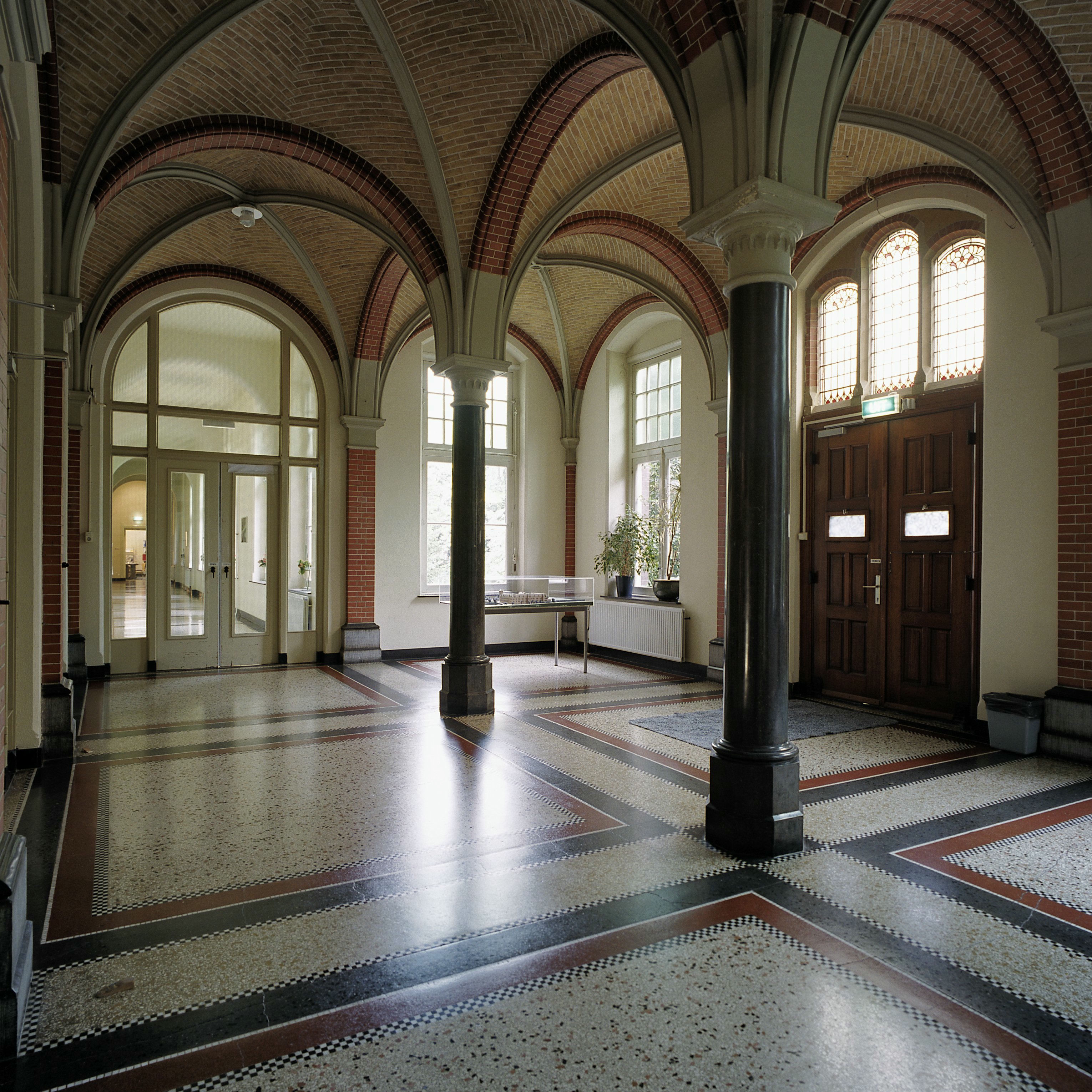
Entreehal
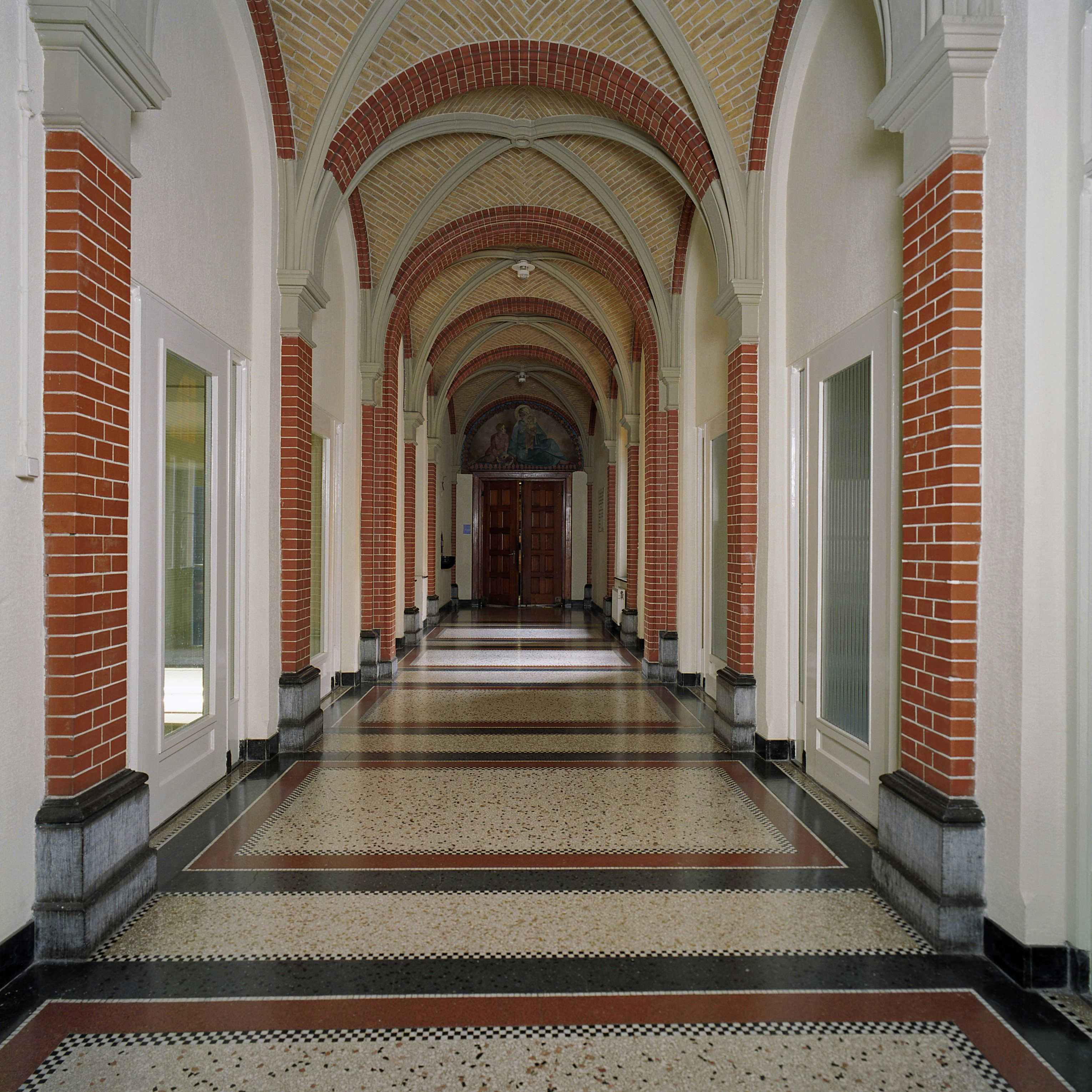
Gang
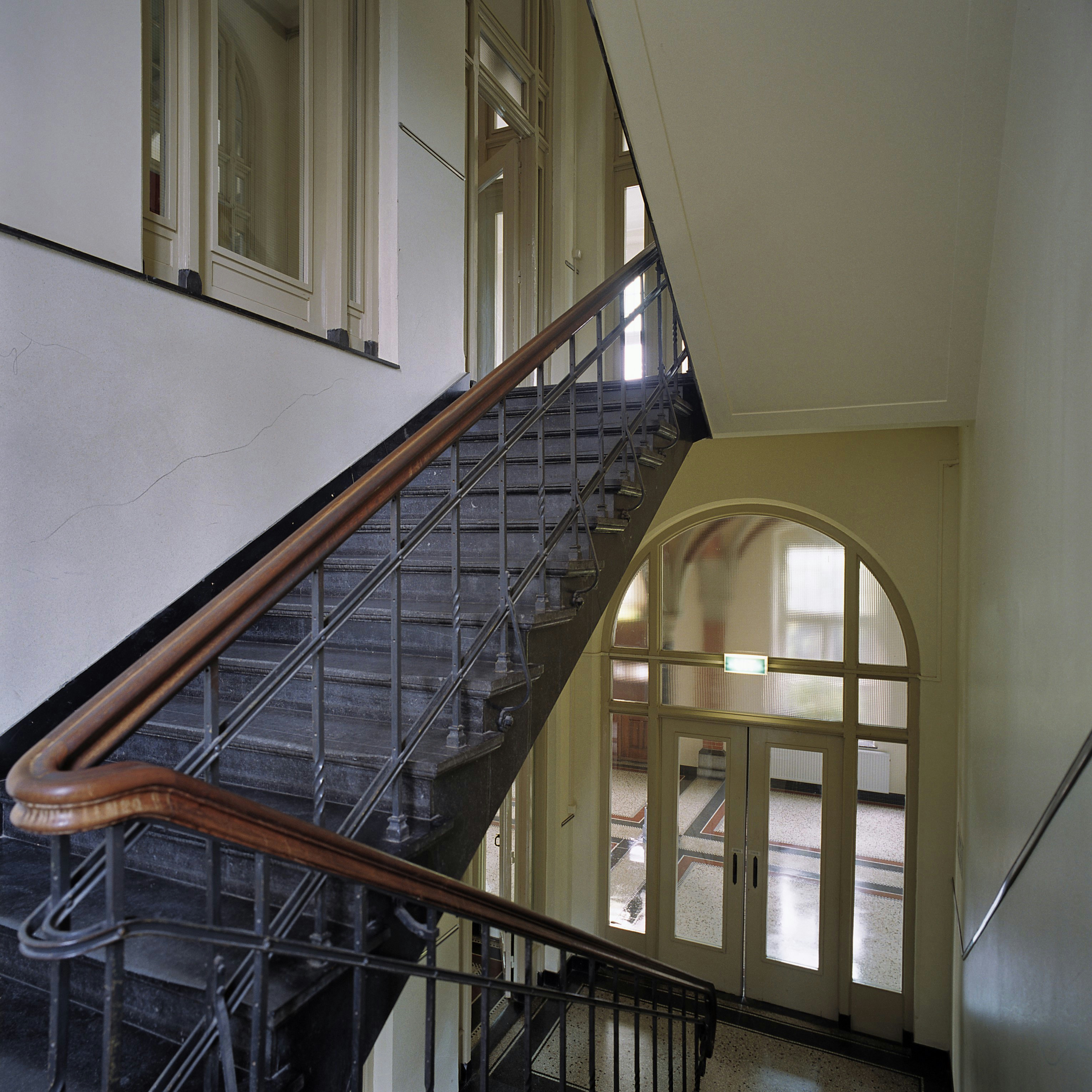
Trappenhuis
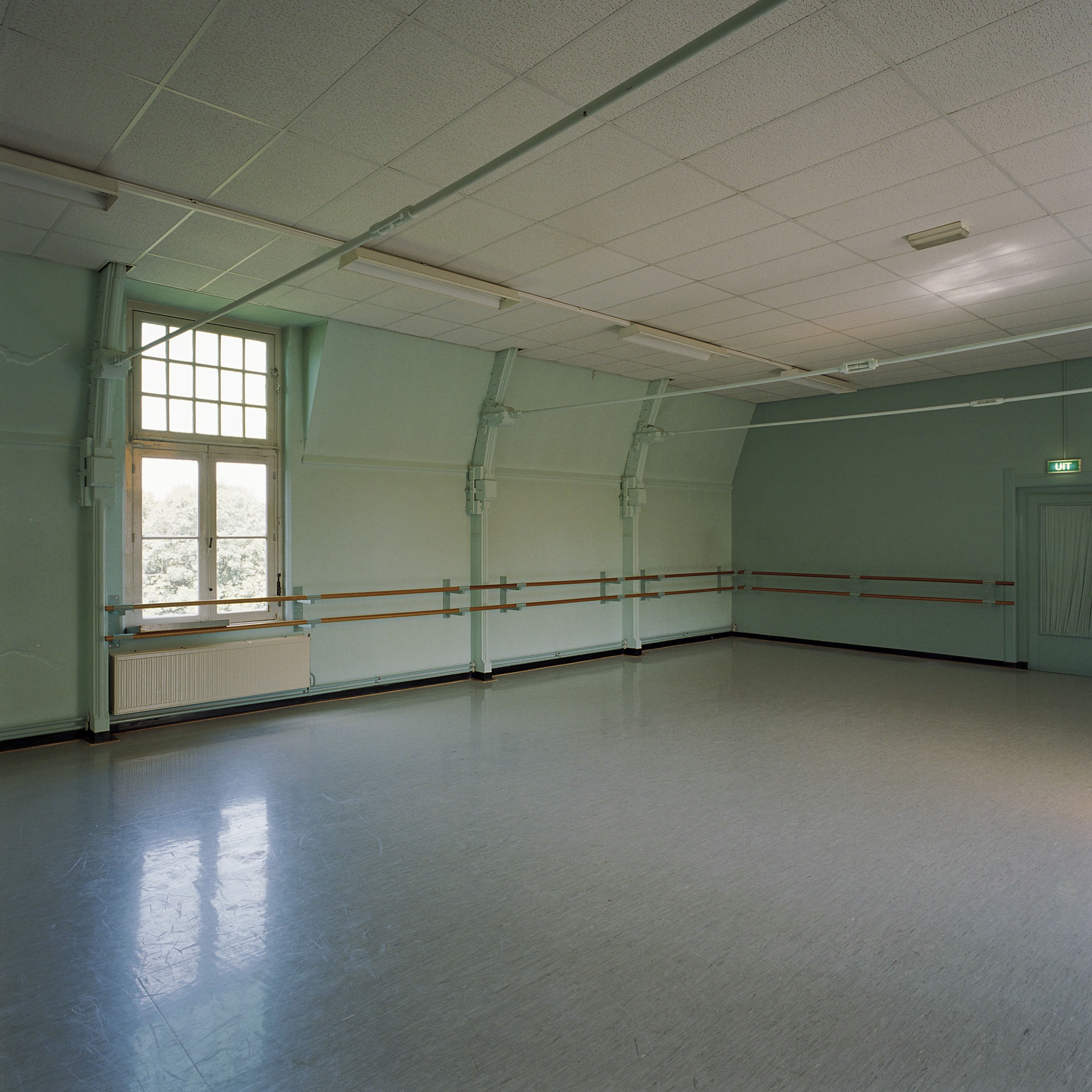
Vm slaapzaal op zolder

### Het gebouw van Boosten
De vakschool, soms ook juvenaat genoemd, werd in 1936-37 gebouwd naar ontwerp van Alphons Boosten. Het omvat een viertal functionalistisch vormgegeven blokken onder een plat dak in de zuidwesthoek van het complex. Doordat het materiaalgebruik is afgestemd op het bestaande gebouw (inclusief de spekbanden van gele baksteen), detoneert dit deel niet. Een bijzonder architectonisch  element zijn de trappenhuizen met hoge glas-in-loodvensters.

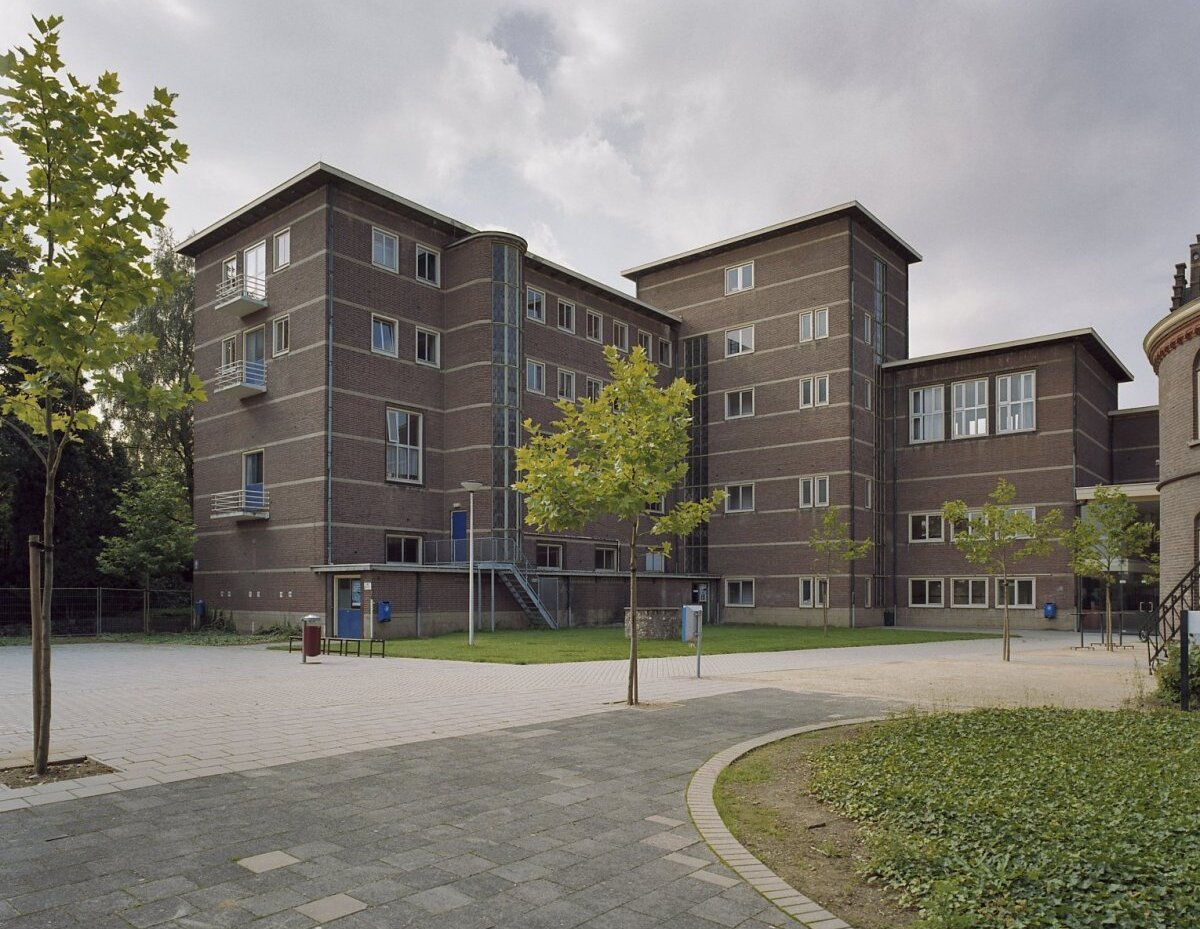
Overzicht Boostenblokken
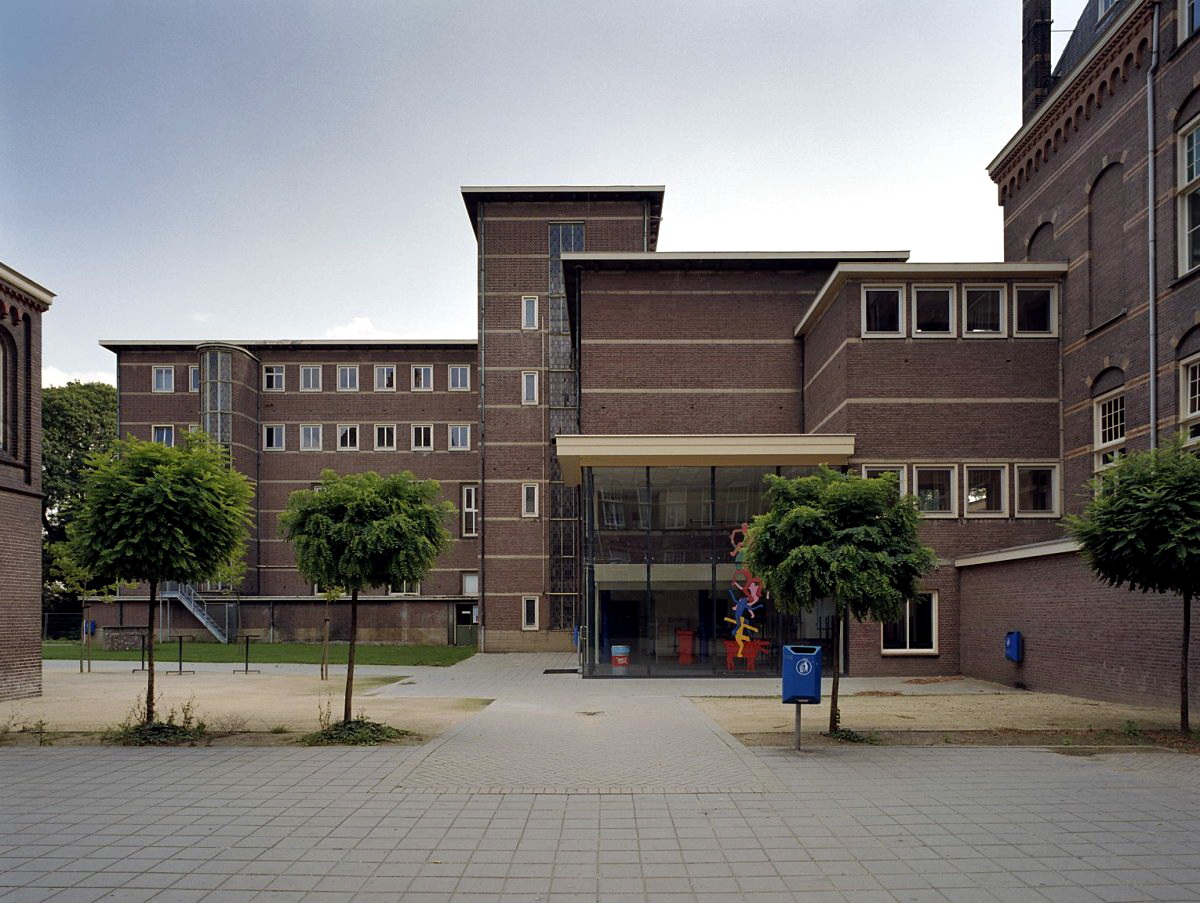
Vanuit het noorden
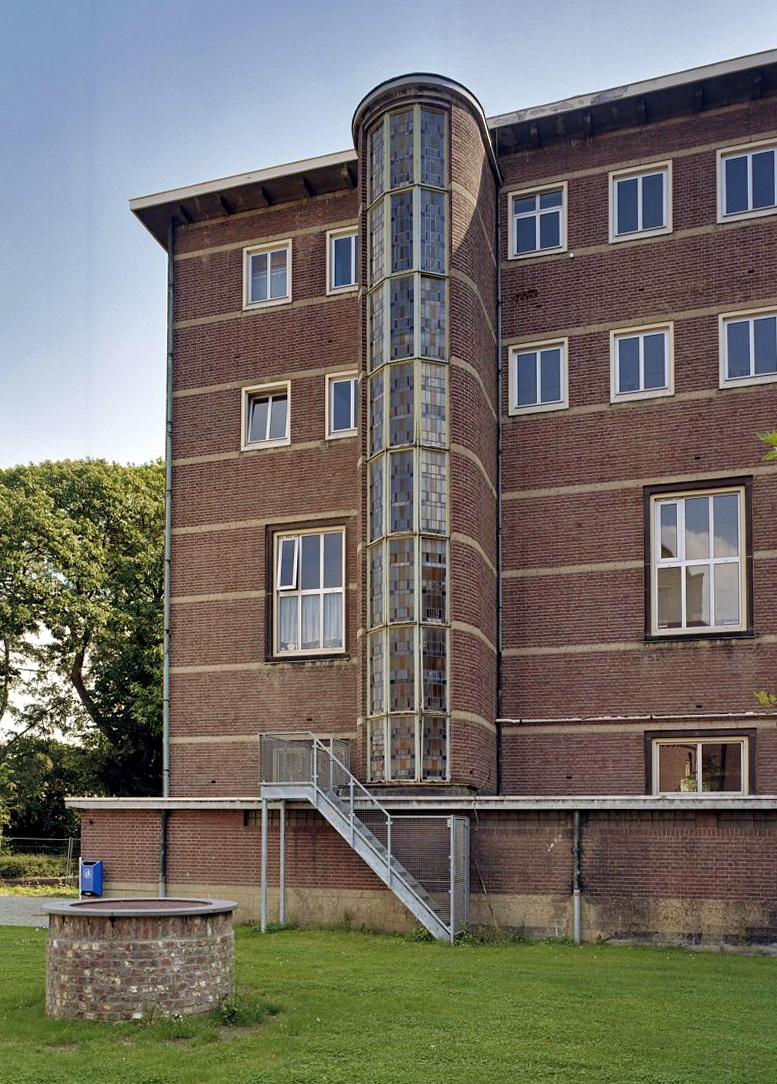
Trappenhuis met glas in lood
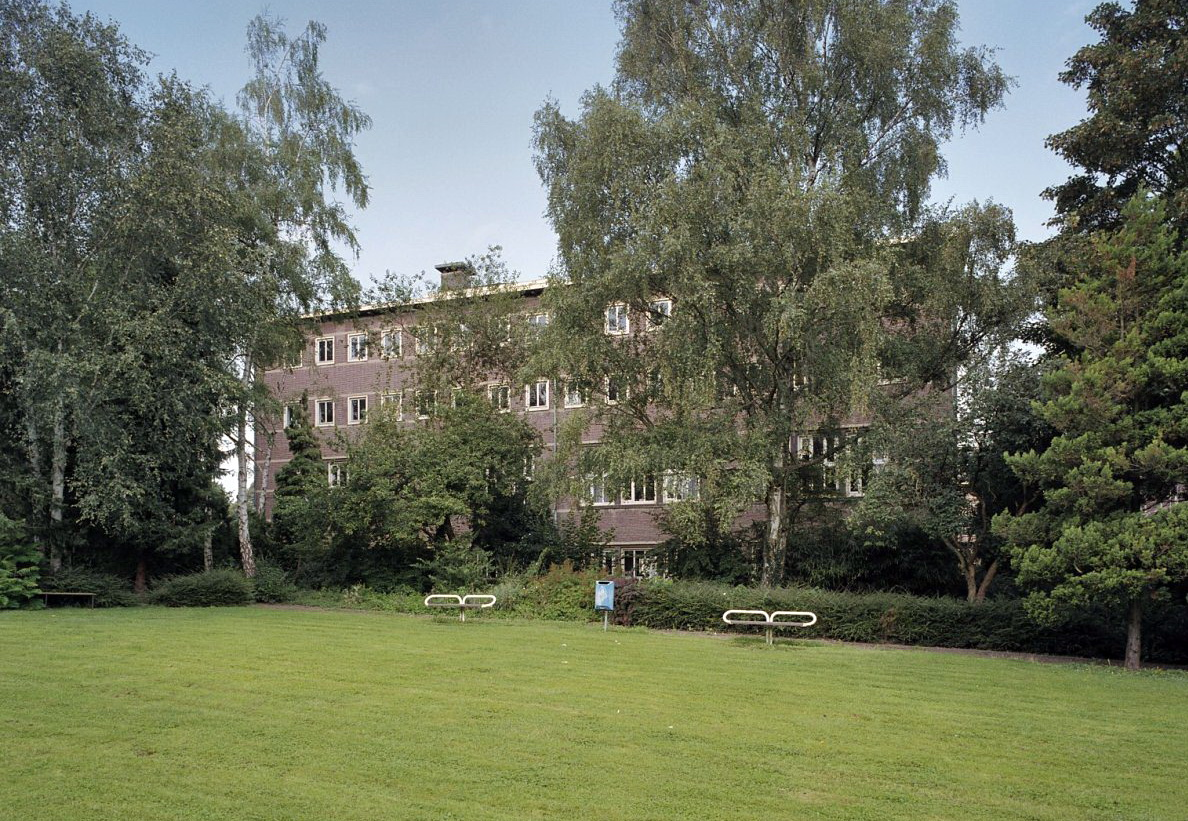
Zuidgevel vanaf de tuin

### De kapel
De kapel, in gebruik als juvenaatskapel, daarna als gymzaal en studiezaal, is opgetrokken in een neoromaanse stijl. Op het dak staat een dakruiter met daarin twee luidklokken. In het interieur zijn de kruisribgewelven en de gebeeldhouwde kapitelen van belang. In 1923 werd een orgel van de firma Vermeulen in de kapel geplaatst. Zeer bijzonder zijn de art deco schilderingen uit 1923-27, onder andere in de apsis en op de triomfboog. Deze door de Groningse schilder Franciscus Hermanus Bach uitgevoerde wand- en gewelfschilderingen brengen mannelijke heiligen en engelen in beeld, die de juvenisten moesten inspireren tot een heilig leven.

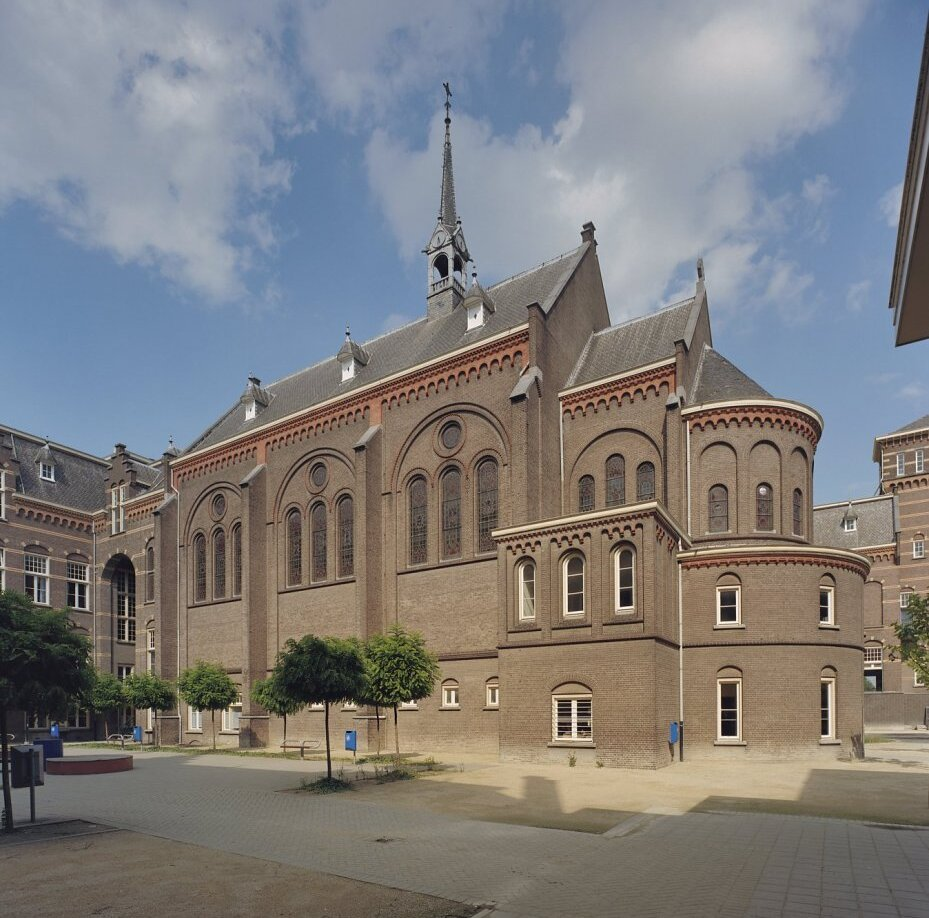
Kapel vanuit het zuidwesten
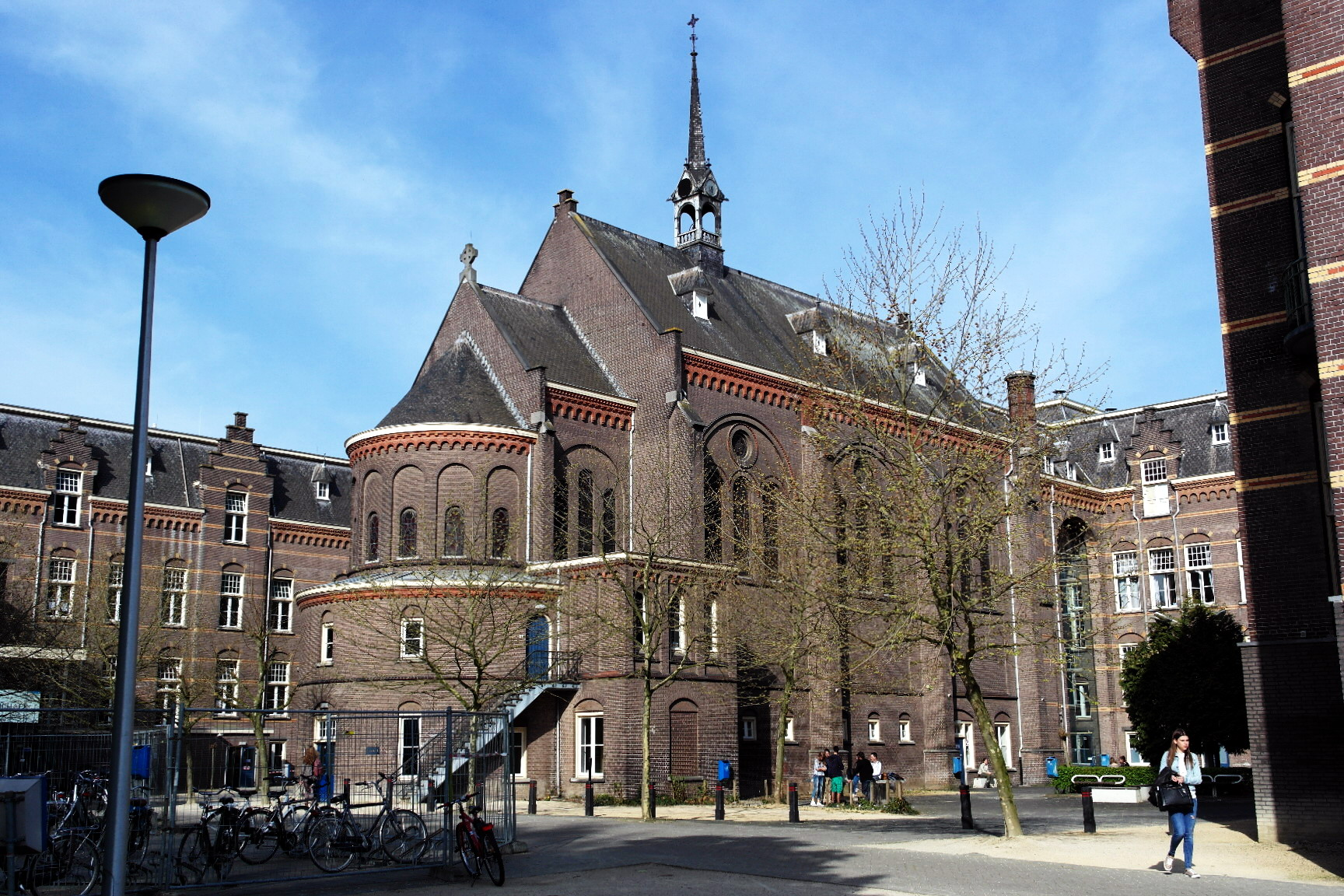
Kapel vanuit het zuidoosten
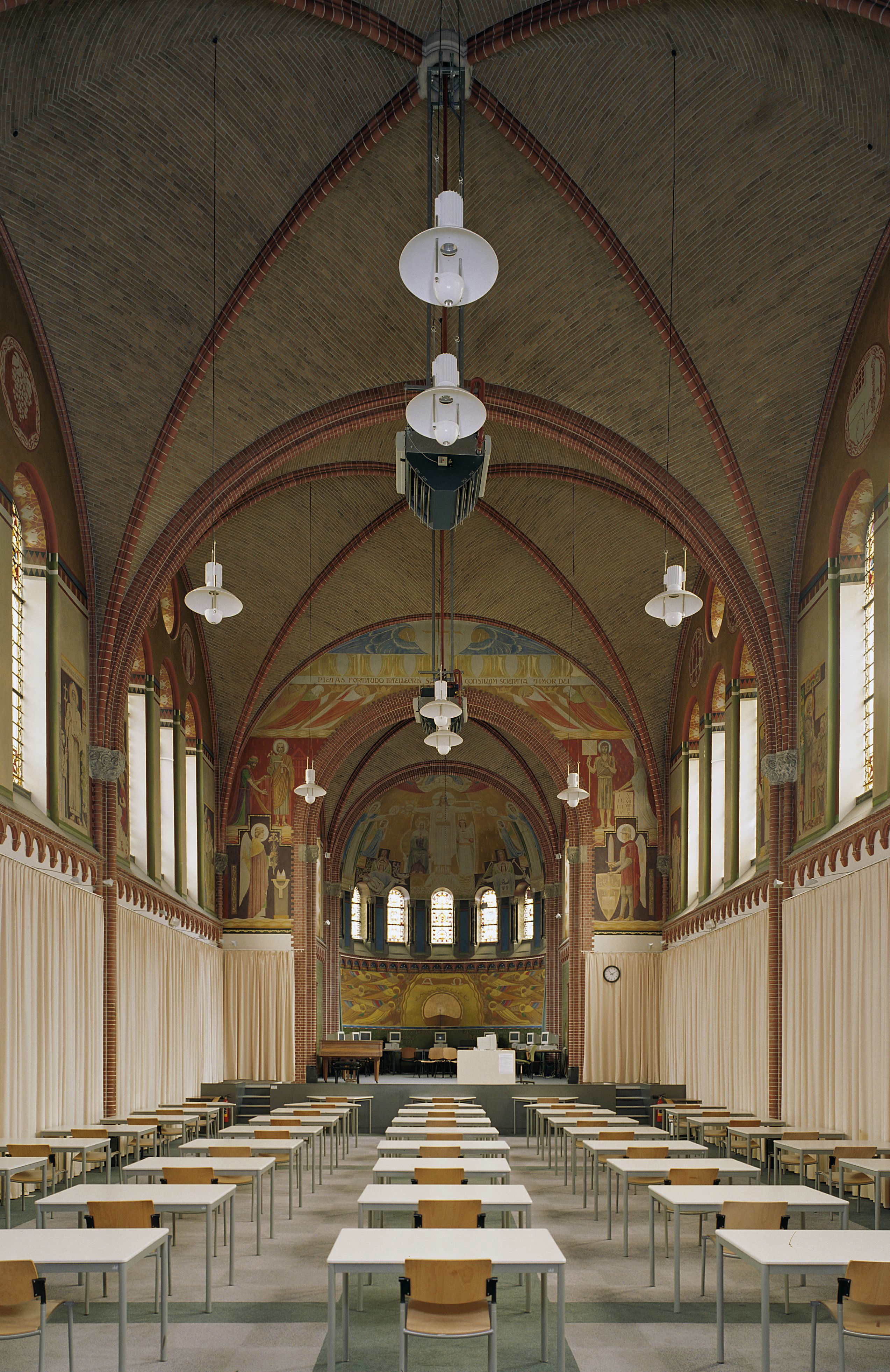
Interieur naar het noorden
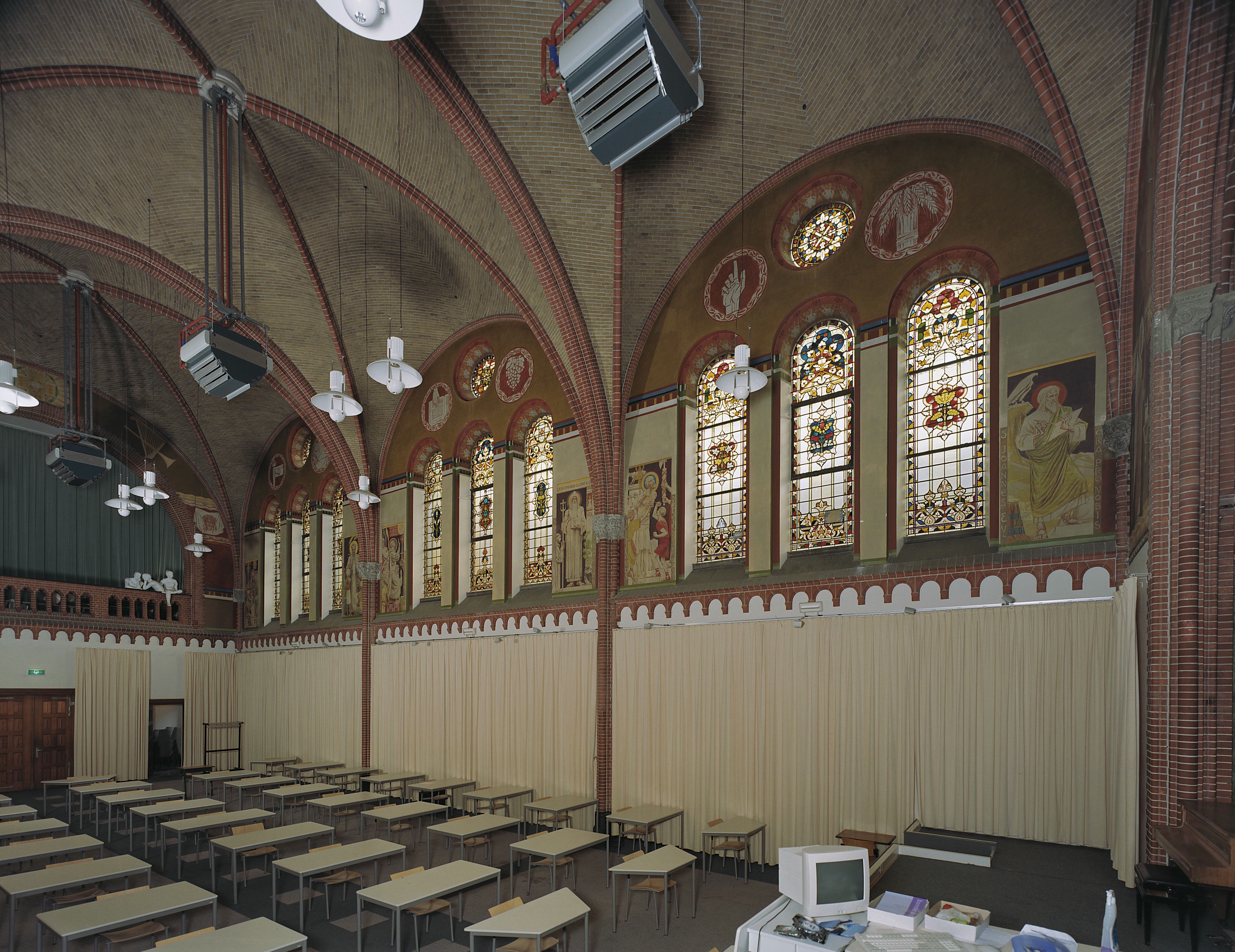
Interieur naar het zuidwesten

## Tuin en begraafplaats
De tuin ten zuiden van het gebouwencomplex wordt gekenmerkt door een ovale structuur met een groot gazon en daar omheen lopende paden. In de zuidwesthoek van het perceel ligt het kerkhof, nu begraafplaats, die voor alle Maastrichtse congregatieleden is bedoeld. Het is een gemeentelijk monument. Aan de westzijde ligt een sportterrein. Aan de oostzijde lag een zwembad dat in de jaren 1990 gedempt werd. Het zwembad ligt echter intact onder de grond.

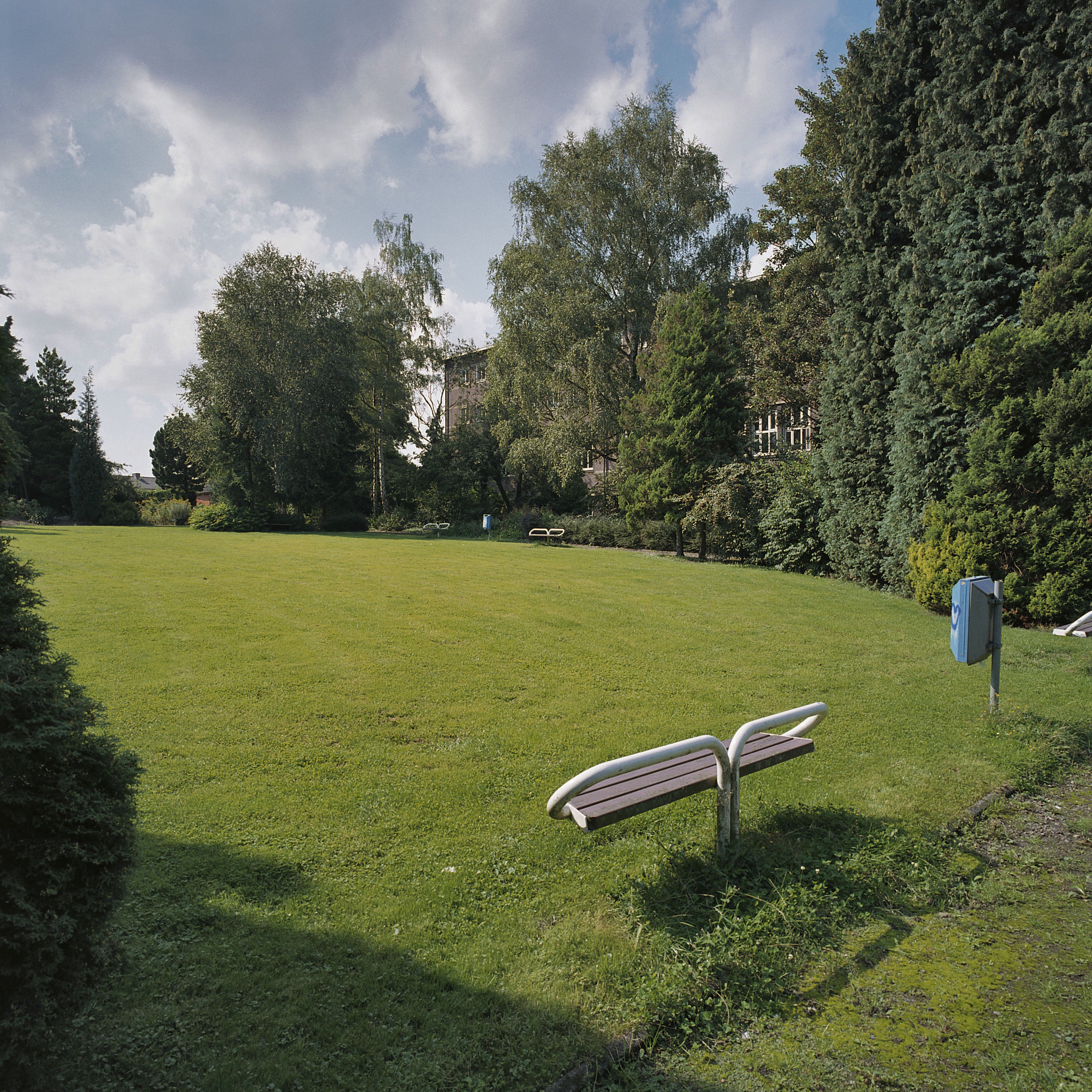
Overzicht tuin
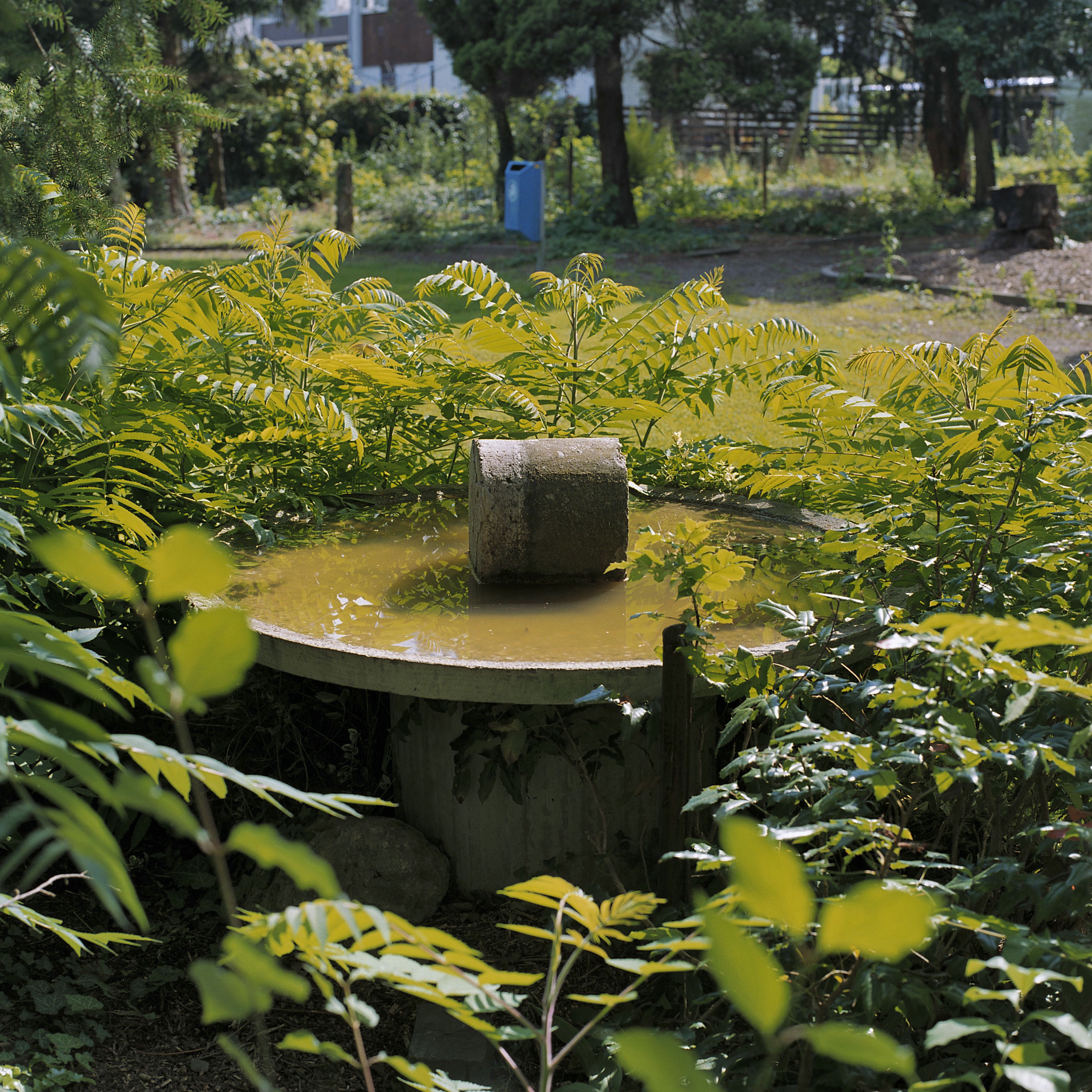
Vogeldrinkbak in de tuin
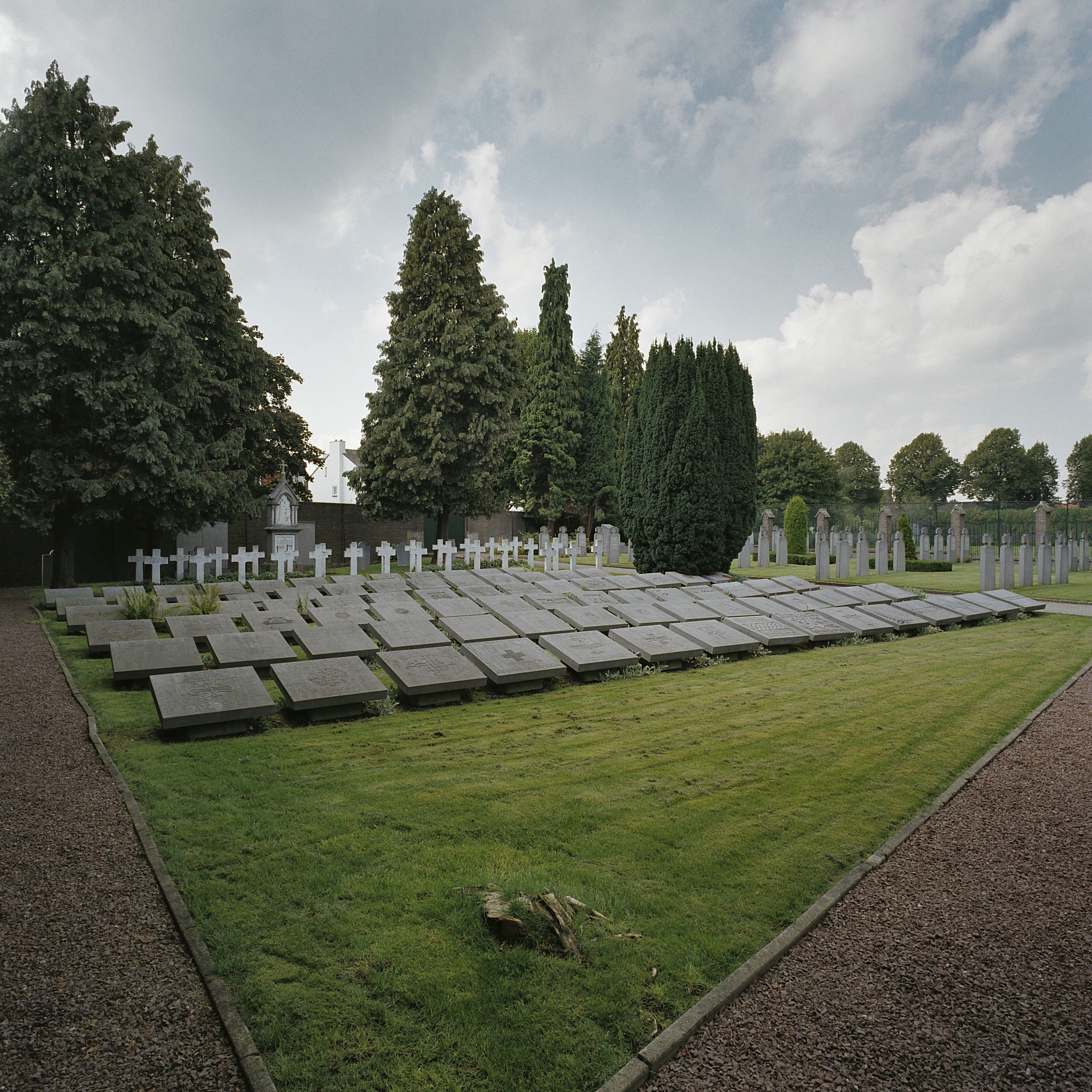
Begraafplaats, ouder deel
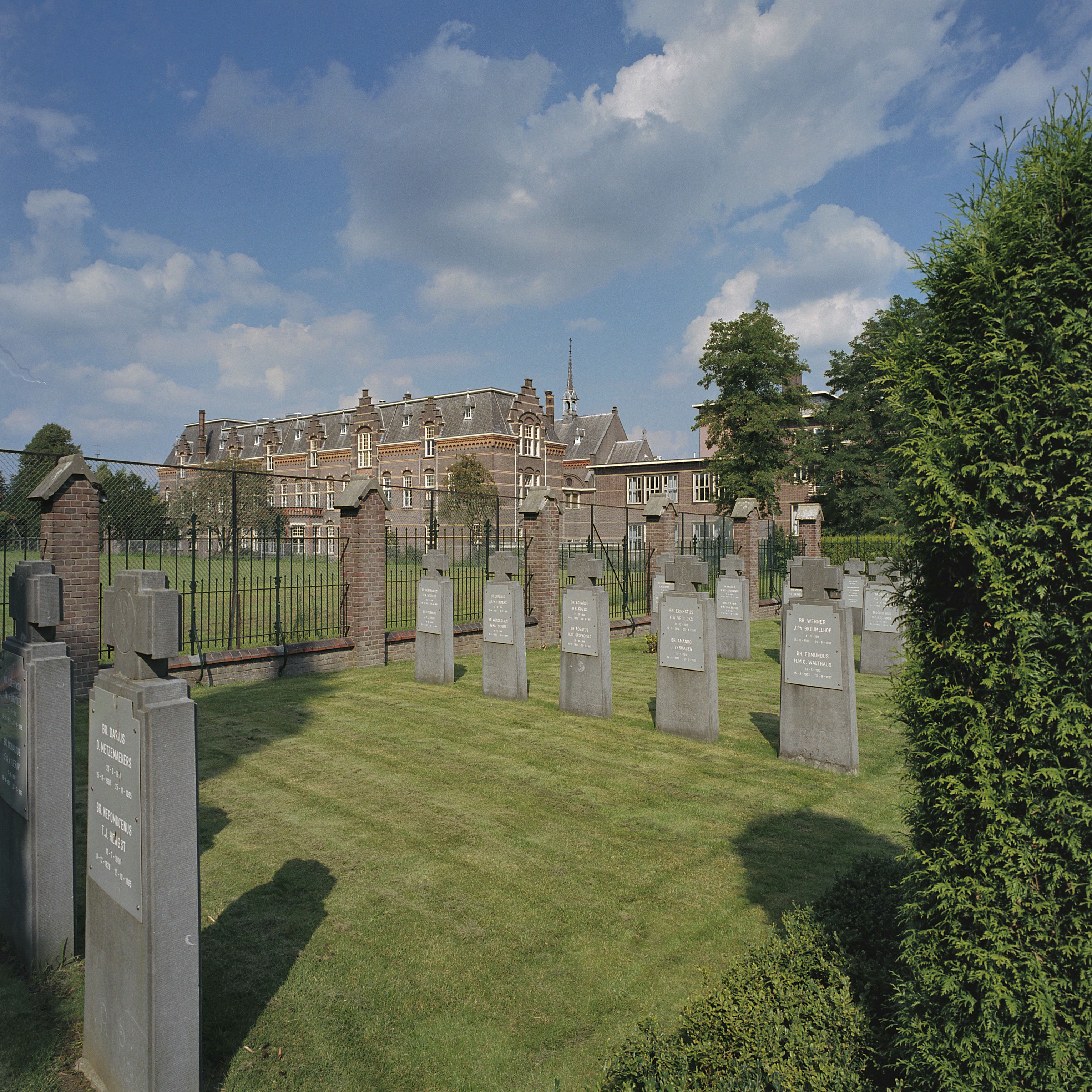
Begraafplaats, nieuwer deel